# نیتو
نیتو (انگلیسی: Netto) شرکت خرده‌فروشی دانمارکی است، که در سال ۱۹۸۱ تأسیس شد.